# Tamura (Fukushima)
Tamura (田村市 Tamura-shi?) es una ciudad localizada en la prefectura de Fukushima, Japón. En junio de 2019 tenía una población de 36.105 habitantes y una densidad de población de 78,8 personas por km². Su área total es de 458,33 km².

## Geografía

### Municipios circundantes
- Prefectura de Fukushima
  - Kōriyama
  - Iwaki
  - Nihonmatsu
  - Ōkuma
  - Namie
  - Kawauchi
  - Katsurao
  - Miharu
  - Ono

## Demografía
Según datos del censo japonés, la población de Tamura ha disminuido en los últimos años.
| Año del censo | Población |
| ------------- | --------- |
| 1995          | 46.129    |
| 2000          | 45.052    |
| 2005          | 43.253    |
| 2010          | 40.422    |
| 2015          | 38.503    |